# Liste antiker Ortsnamen und geographischer Bezeichnungen/Iu
| Lateinischer Name | Griechischer Name | Beschreibung            | Heute                                                | Quellen und Verweise | Lage |
| ----------------- | ----------------- | ----------------------- | ---------------------------------------------------- | -------------------- | ---- |
| Iugidunum         |                   |                         |                                                      | Smith;               |      |
| Iuliobona         |                   | Stadt in Gallien        | das heutige Lillebonne in der Normandie (Frankreich) |                      |      |
| Iuliomagus        |                   | Stadt in Gallien        | Angers in Frankreich                                 | PECS;                |      |
| Iuliomagus        |                   | Stadt in Germania prima | bei Schleitheim im Kanton Schaffhausen               |                      |      |
| Iulis             |                   |                         |                                                      | Smith;               |      |